# Manuel Teixeira Gomes
Pour les articles homonymes, voir Teixeira et Gomes.
Manuel Teixeira Gomes GCSE ([mɐnuɛɫ tɐiʃɐiɾɐ ɡomɨʃ] Portimão, 27 mai 1862 - Bougie, 18 octobre 1941) est un homme politique portugais, président du Portugal entre le 5 octobre 1923 et le 11 décembre 1925.

## Biographie
Né dans la région de l'Algarve, il n'a jamais terminé ses études de médecine à l'Université de Coimbra, mais est célèbre comme l'un des meilleurs écrivains portugais dans le style naturaliste.

### Carrière politique
Fervent républicain, il collabore au quotidien A Lucta de Brito Camacho. Après la proclamation de la République en 1910, il est nommé ambassadeur à Londres, poste qu'il occupe de 1911 à 1918. Il revient brièvement au Portugal en janvier 1918, au moment de la dictature de Sidónio Pais, et est assigné à résidence. Il revient à la diplomatie après la chute du régime sidoniste en tant qu'ambassadeur en Espagne en 1919 puis de nouveau au Royaume-Uni de 1919 à 1923. Il est membre de la délégation portugaise à la conférence de paix de Paris (1919-1920) et candidat malheureux à l'investiture du Parti démocrate à l'élection présidentielle de 1919, qui est remportée par António José de Almeida.
Délégué à la Société des Nations et vice-président de l'Assemblée générale en septembre 1922, il est choisi pour être le candidat modéré libéral républicain à l'élection présidentielle de 1923. Il bat l'ancien président Bernardino Machado. Il doit démissionner deux ans plus tard en raison de la forte campagne de diffamation que son Premier ministre António Maria da Silva dirige contre lui.
Il déménage ensuite à Béjaia en Algérie, où il a vécu le reste de sa vie, sans jamais revenir au Portugal, et toujours opposé au régime autoritaire de l'Estado Novo.

### Vie privée
Il a deux filles naturelles avec Belmira das Neves (Portimão, 5 août 1886 - 26 janvier 1967, fille de João de Deus, pêcheur, et de sa femme Quiteria das Dores), nommées Ana Rosa et Manuela Teixeira Gomes. Il avait l'intention de l'épouser, mais ses parents ne lui ont pas permis de le faire.

## Distinctions
- Grand-croix de l'ordre de Sant'Iago de l'Épée

## Œuvres
- Cartas sem Moral Nenhuma (1904)
- Agosto Azul (1904)
- Sabina Freire (1905)
- Desenhos e Anedotas de João de Deus (1907)
- Gente Singular (1909)
- Cartas a Columbano (1932)
- Novelas Eróticas (1935)
- Regressos (1935)
- Miscelânea (1937)
- Maria Adelaide (1938)
- Carnaval Literário (1938).